# Simon Scott
Simon Scott, nato Daniel Scott Simon (Monterey Park, 21 settembre 1920 – Los Alamitos, 11 dicembre 1991), è stato un attore statunitense.
Ha recitato in oltre 20 film dal 1954 al 1977 ed è apparso in oltre 110 produzioni televisive dal 1952 al 1985.

## Biografia
Simon Scott nacque a Monterey Park, in California, il 21 settembre 1920.
Recitò nel 1954, non accreditato, nel film La spia dei ribelli nel ruolo del capitano Floyd Henderson e in televisione nell'episodio London Incident della serie televisiva Biff Baker, U.S.A., andato in onda il 25 dicembre 1952, nel ruolo di  Perkins. Dopo questi esordi, interpretò per la televisione un gran numero di personaggi, in gran parte secondari, per episodi di molte serie televisive degli anni 50 fino a metà degli anni 80. Interpretò, tra gli altri, il ruolo di  John Riggs in 9 episodi della serie televisiva Markham nel 1959, del generale Bronson in 9 episodi della serie Un equipaggio tutto matto dal 1965 al 1966, del capitano Barney Metcalf in 9 episodi della serie Mod Squad, i ragazzi di Greer dal 1968 al 1972 e di Arnold Slocum in 83 episodi della serie Trapper John dal 1979 al 1985. Per il cinema recitò in diverse produzioni, tra cui alcune del genere western come Inno di battaglia del 1957 con Rock Hudson e La pallottola senza nome del 1959 con Audie Murphy.
Morì a Los Alamitos, in California, il 11 dicembre 1991.

## Filmografia

### Cinema
- La spia dei ribelli (The Raid), regia di Hugo Fregonese (1954)
- Pioggia di piombo (Black Tuesday), regia di Hugo Fregonese (1954)
- L'uomo che visse due volte (I've Lived Before), regia di Richard Bartlett (1956)
- I gangster non perdonano (Accused of Murder), regia di Joseph Kane (1956)
- Inno di battaglia (Battle Hymn), regia di Douglas Sirk (1957)
- L'uomo dai mille volti (Man of a Thousand Faces), regia di Joseph Pevney (1957)
- La pallottola senza nome (No Name on the Bullet), regia di Jack Arnold (1959)
- Frenesia del delitto (Compulsion), regia di Richard Fleischer (1959)
- Per favore non toccate le palline (The Honeymoon Machine), regia di Richard Thorpe (1961)
- Un tipo lunatico (Moon Pilot), regia di James Neilson (1962)
- Ucciderò alle sette (The Couch), regia Owen Crump (1962)
- Missione in Oriente - Il brutto americano (The Ugly American), regia di George Englund (1963)
- Elettroshock (Shock Treatment), regia di Denis Sanders  (1964)
- Il gran lupo chiama (Father Goose), regia di Ralph Nelson (1964)
- Strani compagni di letto (Strange Bedfellows), regia di Melvin Frank (1965)
- Alle donne piace ladro (Dead Heat on a Merry-Go-Round), regia di Bernard Girard (1966)
- Spie oltre il fronte (In Enemy Country), regia di Harry Keller (1968)
- Una scommessa in fumo (Cold Turkey), regia di Norman Lear (1971)
- The Man, regia di Joseph Sargent (1972)
- Hindenburg (The Hindenburg), regia di Robert Wise (1975)
- Ultimi bagliori di un crepuscolo (Twilight's Last Gleaming), regia di Robert Aldrich (1977)

### Televisione
- Biff Baker, U.S.A. – serie TV, un episodio (1952)
- Fireside Theatre – serie TV, un episodio (1953)
- Waterfront – serie TV, un episodio (1954)
- Crusader – serie TV, episodi 1x02-1x15 (1955-1956)
- Medic – serie TV, 2 episodi (1955-1956)
- Soldiers of Fortune – serie TV, 2 episodi (1955-1956)
- Treasury Men in Action – serie TV, un episodio (1955)
- The Pepsi-Cola Playhouse – serie TV, un episodio (1955)
- Dragnet – serie TV, 3 episodi (1955)
- Jane Wyman Presents The Fireside Theatre – serie TV, 4 episodi (1956-1957)
- The Millionaire – serie TV, 2 episodi (1956-1957)
- On Trial – serie TV, 2 episodi (1956-1957)
- Star Stage – serie TV, un episodio (1956)
- State Trooper – serie TV, un episodio (1956)
- General Electric Theater – serie TV, 2 episodi (1957-1959)
- I racconti del West (Zane Grey Theater) – serie TV, un episodio (1957)
- Navy Log – serie TV, episodio 2x29 (1957)
- Suspicion – serie TV, un episodio (1957)
- The Silent Service – serie TV, un episodio (1957)
- Perry Mason – serie TV, 5 episodi (1958-1966)
- Flight – serie TV, 2 episodi (1958)
- Now Is Tomorrow – film TV (1958)
- Studio 57 – serie TV, un episodio (1958)
- Il tenente Ballinger (M Squad) – serie TV, un episodio (1958)
- Carovane verso il west (Wagon Train) – serie TV, un episodio (1958)
- Westinghouse Desilu Playhouse – serie TV, episodio 1x02 (1958)
- Schlitz Playhouse of Stars – serie TV, un episodio (1958)
- Bonanza – serie TV, 3 episodi (1959-1968)
- Man with a Camera – serie TV, episodio 1x14 (1959)
- Peter Gunn – serie TV, episodio 1x23 (1959)
- Behind Closed Doors – serie TV, un episodio (1959)
- Markham – serie TV, 9 episodi (1959)
- Black Saddle – serie TV, un episodio (1959)
- Johnny Midnight – serie TV, un episodio (1960)
- Ai confini della realtà (The Twilight Zone) - serie TV, episodio 1x18 (1960)
- Mr. Lucky – serie TV, episodio 1x19 (1960)
- Scacco matto (Checkmate) – serie TV, episodio 1x05 (1960)
- Indirizzo permanente (77 Sunset Strip) – serie TV, 4 episodi (1961-1963)
- Hong Kong – serie TV, episodio 1x15 (1961)
- Disneyland – serie TV, un episodio (1961)
- Cheyenne – serie TV, un episodio (1961)
- Ben Casey – serie TV, episodio 1x09 (1961)
- Corruptors (Target: The Corruptors) – serie TV, episodio 1x16 (1962)
- Surfside 6 – serie TV, episodio 2x31 (1962)
- Saints and Sinners – serie TV, un episodio (1962)
- Going My Way – serie TV, episodio 1x08 (1962)
- G.E. True – serie TV, episodio 1x10 (1962)
- Alcoa Premiere – serie TV, un episodio (1962)
- Polvere di stelle (Bob Hope Presents the Chrysler Theatre) – serie TV, 2 episodi (1963-1964)
- La legge del Far West (Temple Houston) – serie TV, episodi 1x11-1x26 (1963-1964)
- L'ora di Hitchcock (The Alfred Hitchcock Hour) – serie TV, 3 episodi (1963-1964)
- Il virginiano (The Virginian) – serie TV, 3 episodi (1963-1966)
- Hawaiian Eye – serie TV, episodio 4x13 (1963)
- General Hospital – serie TV (1963)
- Mr. Novak – serie TV, episodio 2x05 (1964)
- Ready for the People – film TV (1964)
- Gli inafferrabili (The Rogues) – serie TV, episodio 1x10 (1964)
- Un equipaggio tutto matto (McHale's Navy) – serie TV, 9 episodi (1965-1966)
- Viaggio in fondo al mare (Voyage to the Bottom of the Sea) – serie TV, un episodio (1965)
- Convoy – serie TV, episodio 1x02 (1965)
- Death Valley Days – serie TV, un episodio (1965)
- A Man Called Shenandoah – serie TV, episodio 1x08 (1965)
- Le spie (I Spy) – serie TV, episodio 1x12 (1965)
- Selvaggio west (The Wild Wild West) – serie TV, 3 episodi (1966-1968)
- F.B.I. (The F.B.I.) – serie TV, 6 episodi (1966-1969)
- I mostri (The Munsters) – serie TV, un episodio (1966)
- Il fuggiasco (The Fugitive) – serie TV, un episodio (1966)
- Pistols 'n' Petticoats – serie TV, un episodio (1966)
- Il ladro (T.H.E. Cat) – serie TV, un episodio (1966)
- Gli invasori (The Invaders) – serie TV, 3 episodi (1967-1968)
- Ironside – serie TV, 5 episodi (1967-1970)
- Iron Horse – serie TV, episodio 2x09 (1967)
- Al banco della difesa (Judd for the Defense) – serie TV, 2 episodi (1968-1969)
- Reporter alla ribalta (The Name of the Game) – serie TV, 2 episodi (1968-1970)
- Mod Squad, i ragazzi di Greer (The Mod Squad) – serie TV, 9 episodi (1968-1972)
- Mannix – serie TV, un episodio (1968)
- The Outsider – serie TV, episodio 1x13 (1968)
- Anatomy of a Crime – film TV (1969)
- Medical Center – serie TV, un episodio (1969)
- Insight – serie TV, 2 episodi (1970-1972)
- Matt Lincoln – serie TV, un episodio (1970)
- Los Angeles: ospedale nord (The Interns) – serie TV, un episodio (1970)
- Cannon – serie TV, 5 episodi (1971-1976)
- Dan August – serie TV, un episodio (1971)
- Lo sceriffo del sud (Cade's County) – serie TV, un episodio (1971)
- Welcome Home, Johnny Bristol – film TV (1972)
- Sesto senso (The Sixth Sense) – serie TV, un episodio (1972)
- Longstreet – serie TV, un episodio (1972)
- A tutte le auto della polizia (The Rookies) – serie TV, un episodio (1972)
- Le strade di San Francisco (The Streets of San Francisco) – serie TV, 2 episodi (1973-1974)
- The Wide World of Mystery – serie TV, un episodio (1973)
- Escape – serie TV, un episodio (1973)
- Search – serie TV, un episodio (1973)
- The Six Million Dollar Man: Wine, Women and War – film TV (1973)
- Uno sceriffo a New York (McCloud) – serie TV, un episodio (1973)
- Petrocelli – serie TV, 2 episodi (1974-1975)
- L'uomo da sei milioni di dollari (The Six Million Dollar Man) – serie TV, episodio 1x03 (1974)
- Difesa a oltranza (Owen Marshall, Counselor at Law) – serie TV, un episodio (1974)
- Gunsmoke – serie TV, un episodio (1974)
- Il mago (The Magician) – serie TV, un episodio (1974)
- La scomparsa del volo 412 (The Disappearance of Flight 412) – film TV (1974)
- Il cacciatore (The Manhunter) – serie TV, un episodio (1975)
- Caribe – serie TV, un episodio (1975)
- Barbary Coast – serie TV, 2 episodi (1975)
- Militari di carriera (Once an Eagle) – miniserie TV (1976)
- Agenzia Rockford (The Rockford Files) – serie TV, un episodio (1976)
- Nel tunnel dei misteri con Nancy Drew e gli Hardy Boys (The Hardy Boys/Nancy Drew Mysteries) – serie TV, un episodio (1977)
- Tail Gunner Joe – film TV (1977)
- Kingston: dossier paura (Kingston: Confidential) – serie TV, un episodio (1977)
- Wonder Woman – serie TV, un episodio (1977)
- The Amazing Spider-Man – serie TV, un episodio (1978)
- Trapper John (Trapper John, M.D.) – serie TV, 83 episodi (1979-1985)
- The Return of Mod Squad – film TV (1979)
- Galactica 1980 – serie TV, un episodio (1980)
- Charlie's Angels – serie TV, 2 episodi (1980)